# 극장판 포켓몬스터 AG: 아름다운 소원의 별 지라치
《극장판 포켓몬스터 아름다운 소원의 별 지라치》(劇場版ポケットモンスター アドバンスジェネレーション 七夜の願い星 ジラーチ)는 2003년 7월 19일에 개봉된 TV 애니메이션《포켓몬스터》의 극장판 제6기이다. 대한민국은 2014년 8월 13일 상영하였다.

## 줄거리
포켓몬 마스터가 되기 위해 여행을 떠나고 있는 지우와 피카츄. 그리고 호연지방에 들어와 새로 만난 동료 봄이와 그녀의 동생 정인이, 고향인 회색시티를 떠나 다시 함께 여행을 떠나게 된 웅이. 이번엔 천 년에 한 번 나타나 일주일 동안만 볼 수 있다는 '천년혜성' 을 보기 위해 발걸음을 옮기게 된다. 급하게 야영 자리를 잡아 식사 후 취침을 하는 도중 뭔가가 대량으로 몰려오는 소리를 듣게 된다. 그것은 다름 아닌 이동식 놀이공원. 지우 일행은 그 놀이공원에서 날이 새도록 놀다가  "그레이트 버틀러"라는 서커스 단장과 조수  '다이안' 을 만난다. 서커스 관람 도중 다이안이 들고 있던 돌에서 자신을 부르는 소리를 들은 정인이는 멋대로 서커스 무대에 개입하고 서커스 쇼 종료 뒤, 버틀러로부터 그 돌을 건네받는다. 그렇게 또 그 날 밤, 지우와 친구들의 눈에 '천년혜성' 이 띄게 되고, 정인이는 봄이가 엄마한테서 배운 자장가를 들으면서 잠든다. 그런데 그 때, 돌이 빛나면서 마침내 모습이 변하고, 환상의 포켓몬 '지라치' 가 깨어난다. 지라치는 정인이와 친구가 되었으나 버틀러는 몰래 지라치를 납치한 뒤, 지라치의 에너지를 이용하여 음모를 꾸미게 된다.

## 등장인물
- 그레이트 버틀러

성우 - 야마데라 코이치 / 송준석, 김승준(재더빙)
포켓몬 놀이공원의 서커스 단장. 과거에 마그마단의 과학자였다. 마그마단원들을 불러놓고 전설의 포켓몬 '그란돈'을 부활시키려다 오히려 망신을 당하자 앙갚음을 하기 위해 음모를 꾸미게 된다.
- 다이안

성우 -  / 배정미
버틀러의 조수. 버틀러를 좋아하고 있으나 그가 꾸미는 음모를 막고 싶어한다.
- 지라치

성우 - 스즈키 토미코 / 윤미나
천년혜성의 출현과 함께 정인이가 가지고 있던 돌에서 깨어난 환상의 포켓몬. 장난기가 많으며 누구보다도 정인이와 금세 친해졌다. 그래도 진지할 때는 그나마 진지한 면이 있다.
- 괴상한 그란돈

버틀러에 의해 깨어난 그란돈. 그러나 부활 직전까지 지우 일행은 물론 버틀러까지도 이 괴상한 그란돈의 부활이 얼마나 큰 폐해를 끼치게 될 지 몰랐다.